# Janis Lauber
Janis Lauber  (* 1999) ist ein Schweizer Unihockeyspieler, der beim Nationalliga-A-Verein Unihockey Tigers Langnau unter Vertrag steht.

## Karriere
Lauber stand während der Saison 2017/18 erstmals im Kader der ersten Mannschaft der Unihockey Tigers Langnau in der Nationalliga A. In der nachfolgenden Saison erzielte er seinen ersten Treffer und Assits in der höchsten Spielklasse. Zur Saison 2019/20 wurde Lauber fester Bestandteil der ersten Mannschaft.
2019 gewann Lauber mit den Unihockey Tigers Langnau den Schweizer Cup mit einem 9:8-Sieg über den Grasshopper Club Zürich.

## Erfolge
- Schweizer Cup: 2019